# Osvaldo Miranda
Osvaldo Noé Miranda (n. 24 iunie 1984, Luján de Cuyo⁠(d), Provincia Mendoza, Argentina) este un fotbalist argentinian retras din activitate, care a jucat pe post de atacant la echipe ca Codoy Cruz, Astra Ploiești și Dinamo.
Miranda și-a început cariera la Luján de Cuyo (2002) și în primii ani de activitate a mai evoluat la Godoy Cruz (2003), Racing Club și Independiente (2004-2006) după care s-a întors la Godoy Cruz (2007).
Pe 7 februarie 2008 a semnat cu Dinamo București, suma plătită pentru transferul său fiind de 1.200.000 de euro.
Pe 30 August 2010 a semnat cu Astra Ploiești un contract pe 3 sezoane, suma plătită pentru transferul său fiind de 350.000 de euro.